# Brunyola
Brunyola és una entitat de població del municipi de Brunyola i Sant Martí Sapresa, a la comarca de la Selva.
Brunyola s'aixeca a 257 m d'altitud enlairat en un turó, al voltant de l'antic castell de Brunyola. Dins l'àmbit del conjunt fortificat s'aixeca la parròquia de Sant Fruitós de Brunyola, que aprofita com a campanar una de les torres del castell, un xic separada de l'església; aquesta amb dues làpides antigues encastades a la façana, fou refeta al segle xvi, i té annex el solar del cementiri.
El castell de Brunyola era un gran edifici rectangular amb torres cilíndriques als extrems, de les quals en conserva tres (la suprimida correspon al cementiri esmentat); resta sencera la façana de tramuntana del castell, entre dues torres, amb portal adovellat, antics finestrals gòtics i restes de matacans. Estatja també l'ajuntament i les escoles.
Al terme d'aquest poble s'hi troba, a l'extrem nord del terme, a l'esquerra de l'Onyar, hi ha l'antiga església romànica de Sant Romà, d'una nau, amb un porxo i un campanar d'espadanya, bastant refeta. El santuari de la Mare de Déu de Serrallonga es troba prop del mas Serrallonga, a l'extrem sud-est; és esmentat ja al segle xvii (1657).
Des d'un punt de vista arquitectònica, destaca a aquest poble la masia de Can Jaques de Dalt i Can Puig-rodonell. Hi ha també les restes d'una antiga fortificació, el Castell Vell.